# 同盟福音基督教会
同盟福音基督教会（どうめいふくいんきりすときょうかい）は、日本のドイツ系プロテスタントの団体。東海地区においては有数の規模を誇る教団である。
愛知、岐阜、三重、群馬にまたがり、28の教会を有しており、更に同じ母体、ドイツ自由福音教会の姉妹教団として聖契教団、聖約教団、福音自由教会の4教団での宣教協力をしている。
また施設として、名古屋(金山)クリスチャンセンター、根尾クリスチャン山荘(岐阜)、のぞみの村(長野)などを所有している。
日本福音同盟に加盟している。

## 沿革
- 1888年 ドイツのバルメンでドイツ・アライアンス・ミッションが設立された。チャイナ・インランド・ミッションの協力団体として中国に100名を超す宣教師を派遣していた。
- 1951年 中国の共産革命の結果、中国を退去して日本伝道を決定した。
- 1953年 最初の宣教師M.ハーデンベルクが来日する。
- 1954年 宣教師W.ウェルナーが来日した。宣教師達は岐阜県での宣教を決意する。
- 1956年 羽島市の竹鼻駅前で伝道を開始して、羽島キリスト教会が誕生した。岐阜県、愛知県を中心に、三重県、群馬県まで宣教を広げている。
- 1961年 法人格を取得
- 1968年 日本福音同盟に加盟した。
- 1975年 宣教10カ年計画
- 1981年 宣教25周年記念大会を開催
- 1996年 5カ年計画
- 2000年 21世紀第1期5カ年計画
- 2006年 宣教50周年記念大会を開催

## 特色
- ラジオ・テレビ伝道、キャンプ伝道を行っている。
- 信仰は、宗教改革、ドイツ敬虔主義、ドイツ自由福音教会、リバイバル運動、福音主義の流れを持っている。